# Alti Pirenei
Gli Alti Pirenei (in francese Hautes-Pyrénées, in occitano Hauts Pirenèus) sono un dipartimento francese della regione Occitania. Il territorio del dipartimento confina con i dipartimenti dei Pirenei Atlantici (Pyrénées-Atlantiques) a ovest, del Gers a nord e dell'Alta Garonna (Haute-Garonne) a est. A sud confina con la Spagna (provincia di Huesca in Aragona).
Le principali città, oltre al capoluogo Tarbes, sono Argelès-Gazost, Bagnères-de-Bigorre e Lourdes.

## Significato del nome Alti Pirenei
Questo nome deriva dal fatto che qui si trovano le più alte cime della catena montana situate in territorio francese (la vetta più alta in assoluto è in Spagna), tra cui spicca il Vignemale (3.298 metri), settima maggiore cima pirenaica ma la prima in Francia al di fuori delle Alpi. È impropria la traduzione dal Francese di Pirenei Settentrionali perché la parte della regione pirenaica più a nord si trova nel dipartimento dei Pirenei atlantici.